# غولدبيري
غولدبيري (بالإنجليزية: Goldberry)‏ هي شخصية خيالية في سلسلة سيد الخواتم للكاتب جون رونالد تولكين. وتعرف أيضا باسم ابنة سيدة النهر وهي زوجة توم بومباديل.